# Dobersberg
Dobersberg är en ort och kommun  i Österrike. Den ligger i distriktet Waidhofen an der Thaya i förbundslandet Niederösterreich, 110 km nordväst om huvudstaden Wien. Kommunen gränsar i norr mot Tjeckien.  
Kommunen består av tolv orter (Ortschaften) (inom parentes invånarantal 1 januari 2024):

- Brunn (51)
- Dobersberg (740)
- Goschenreith am Taxenbache (89)
- Großharmanns (37)
- Hohenau (83)
- Kleinharmanns (32)
- Lexnitz (55)
- Merkengersch (149)
- Reibers (94)
- Reinolz (60)
- Riegers (94)
- Schuppertholz (70)